# Neerlanden
Neerlanden is een dorp in de Belgische provincie Vlaams-Brabant en een deelgemeente van Landen. Neerlanden was een zelfstandige gemeente tot aan de gemeentelijke herindeling van 1971 toen het fuseerde met Attenhoven waarna het in 1977 deel werd van Landen.

## Toponymie
De oudste vermelding van het toponiem Landen dateert uit 1050, met genitief Landane. De naam Neerlanden komt uit 1116. Neerlanden is toponymisch verwant met Londen. Het dorp is naar buurdorp Landen genoemd.
- Neer heeft de betekenis afwaarts, naar beneden.
- Landen is te reconstrueren als Londhiniom, wat zoveel betekent als "de nederzetting van Londhinios". De grondvorm in Landen, net als in Londen, is het adjectief londo "wild". In de 2e eeuw v.Chr. begon de eerste germanisering. Van oorsprong "Belgische" toponiemen worden dan fonetisch gegermaniseerd. Ze nemen deel aan de laatste fase van de Germaanse consonantverschuiving. Ook ontsnappen ze niet aan het samenvallen van o en a in het Germaans. Londhiniom werd aldus Landhiniom. Bovendien werd de Indo-Europese dh na een n in het Oud-Germaans d.[1]

## Geschiedenis
Omstreeks de periode 1578-'99 wordt het dorp geplaagd door een pestepidemie. Dat blijkt uit de in het parochieregister uitzonderlijk hoge aantal vermeldingen van sterfgevallen omstreeks deze periode. Volgens ditzelfde register werd Benedictus Van Der Hofstadt, pastoor van Neerlanden, op 8 augustus 1575 door de Geuzen ontvoerd, maar later weer vrijgelaten.
Omstreeks 1692 vond er de Slag bij Neerwinden plaats, waarbij pastoor Scharenberg het leven liet. Een jaar later werd er weer gevochten. Een Frans leger van Lodewijk XIV, toen nog hertog van Luxemburg, en een gecombineerd leger van Engelsen, toen onder het huis Stuart, en Nederlanders, toen onder Willem III van Oranje, troffen elkaar nabij de Gete. De Franse behaalden een pyrrusoverwinning. Veel soldaten sneuvelden.
Het culturele erfgoed van Neerlanden is bijzonder. Er zijn prachtige hoevegebouwen waaronder een abdijhoeve, maar ook een liggend beeld vervaardigd in witte marmer, van de hand van Duquesnoy, staat in de kerk van Neerlanden opgesteld. Het is zijn eigen grafmonumenten. Het werken aan haar beeld, beschadigde zijn uitstekende reputatie.

## Bezienswaardigheden
- De kapel van 't Eikske
- De Maria Magdalenakerk

## Natuur en landschap
Neerlanden ligt op het Haspengouws leemplateau, op een hoogte van 47-73 meter.

## Demografische ontwikkeling
- Bronnen:NIS, Opm:1831 tot en met 1961=volkstellingen

## Politiek

### Burgemeesters
Neerlanden had tot de fusie met Attenhoven op 1 januari 1971 zijn eigen gemeentebestuur en burgemeester:
| Tijdspanne | Burgemeester          |
| ---------- | --------------------- |
| 1800–1804  | Jean Baptiste Evrard  |
| 1804–1814  | Hubert Quirin Ingebos |
| 1814–1825  | Henri Huybrechts      |
| 1825–1827  | Jean Frédéric Ingebos |
| 1827–1830  | Jean Joseph Meys      |
| 1830–1873  | Jacques Istas         |
| 1873–1884  | Armand Lowet          |
| 1884–1895  | Guillaume Istas       |
| 1896–1903  | Victor Peten          |
| 1904–1913  | Frédéric Wanten       |
| 1913–1921  | Auguste Carlens       |
| 1921–1928  | Frédéric Wanten       |
| 1928–1971  | Ferdinand Istas       |

## Nabijgelegen kernen
Attenhoven, Rumsdorp, Neerhespen, Dormaal
Deelgemeenten: Attenhoven · Eliksem · Ezemaal · Laar · Landen · Neerlanden · Neerwinden · Overwinden · Rumsdorp · Waasmont · Walsbets · Walshoutem · Wange · Wezeren

Belgische gemeenten · Arrondissement Leuven · Vlaams-Brabant · Vlaanderen